# Chilijskie rodeo

W zależności od miejsca, w którym cielę zostało przytrzymane, huasos otrzymują odpowiednią liczbę punktów.

Chilijskie rodeo to tradycyjny chilijski sport na koniach. W Chile uważane jest za sport narodowy. Chilijskie rodeo polega na zatrzymaniu cielęcia przez parę jeźdźców (zwanych huasos), którzy próbują przytrzymać cielę przy bandach rozstawionych wokół areny. W zależności od części ciała zwierzęcia, w którym zostało przytrzymane, jeźdźcy otrzymują odpowiednią liczbę punktów.